# Altar a la Patria
El Altar a la Patria es un monumento y mausoleo ubicado en el Bosque de Chapultepec de la Ciudad de México. Obra de Ernesto Tamariz y Enrique Aragón Echegaray, fue construido entre 1947 y 1952. Identificado también como «Monumento a los Niños Héroes», está dedicado a los combatientes mexicanos que murieron en la Intervención estadounidense en México.
El Altar a la Patria consiste en un conjunto de seis columnas monumentales de mármol dispuestas de manera semicircular, mismas que tienen como remates en las columnas esculturas de antorchas. En la parte superior del fuste tiene esculturas de águilas, hechas de bronce. En la parte inferior un conjunto escultórico de bulto redondo que muestra a una mujer que representa a la patria, misma que sostiene con uno de sus brazos a un cadete muerto y con el otro sostiene una rama de olivo, simbolizando la paz. Otra escultura masculina permanece parada junto a la patria y sostiene una bandera de México de la Primera República Federal, usada de 1823 a 1864. En la base del conjunto se lee la inscripción «A los defensores de la Patria 1846-1847» El monumento remata el acceso de la llamada Puerta de los Leones en la primera sección del bosque desde la avenida Juventud Heroica, misma que se encontraba abierta a la circulación de automóviles cuando fue inaugurado el monumento.
El monumento resguarda los restos del general Felipe Santiago Tetlalmatzin Saldaña y los de seis personas que el Ejército Mexicano identificó en 1947 como los de los llamados «niños héroes».
Fue inaugurado el 27 de septiembre de 1952.

## Galería

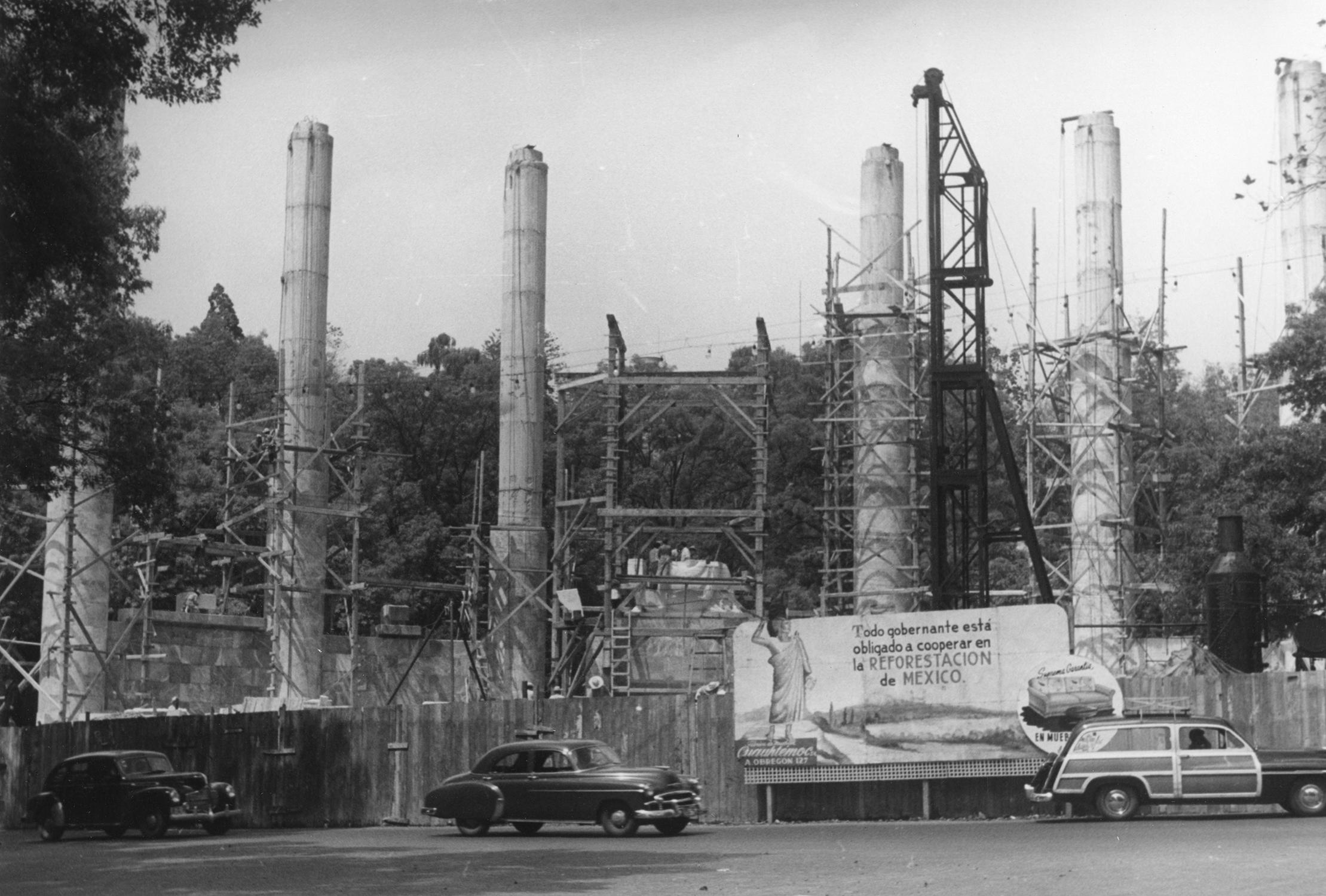
Construcción del monumento, 1952.
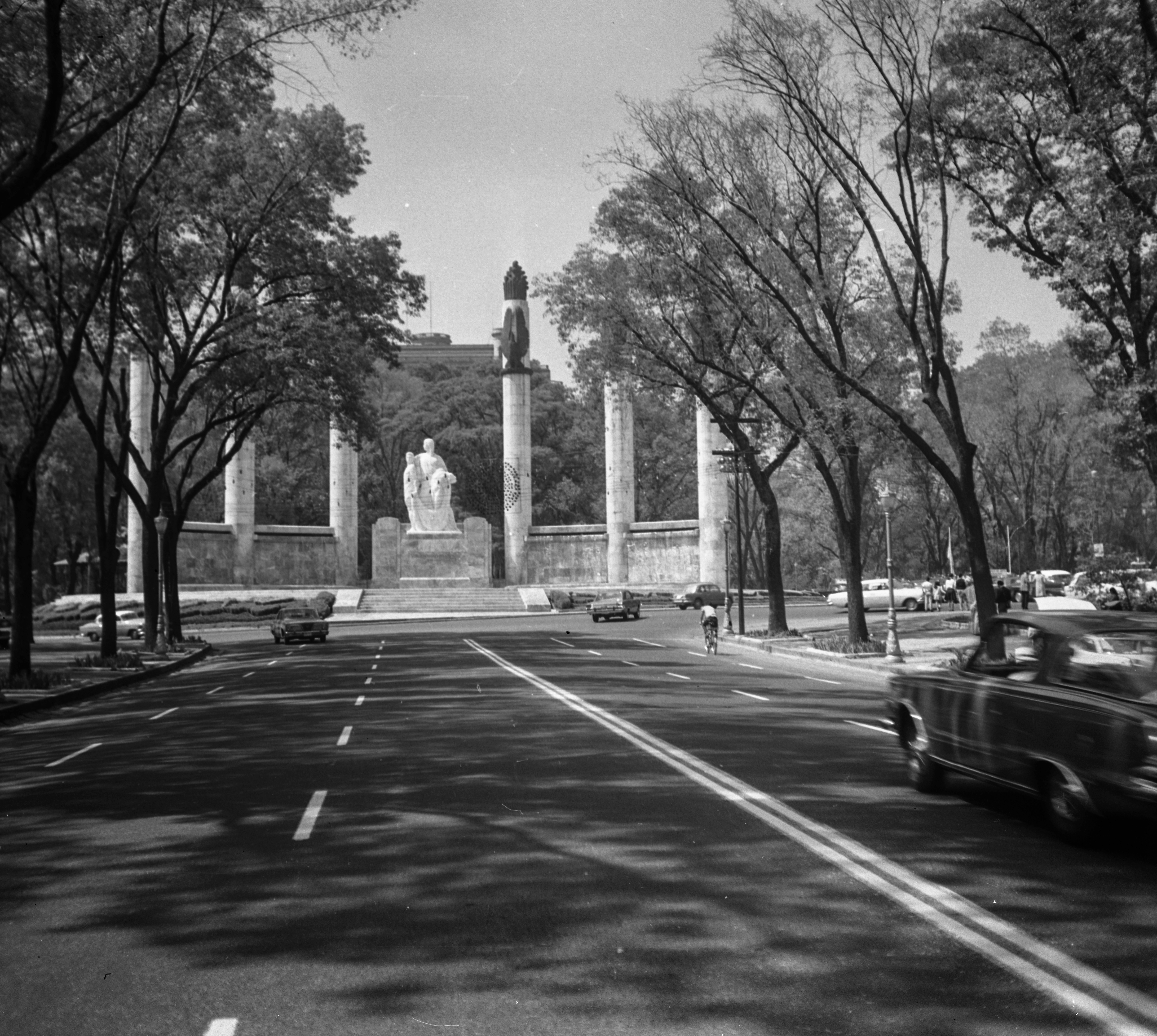
Vista desde la avenida Juventud Heróica, 1968.
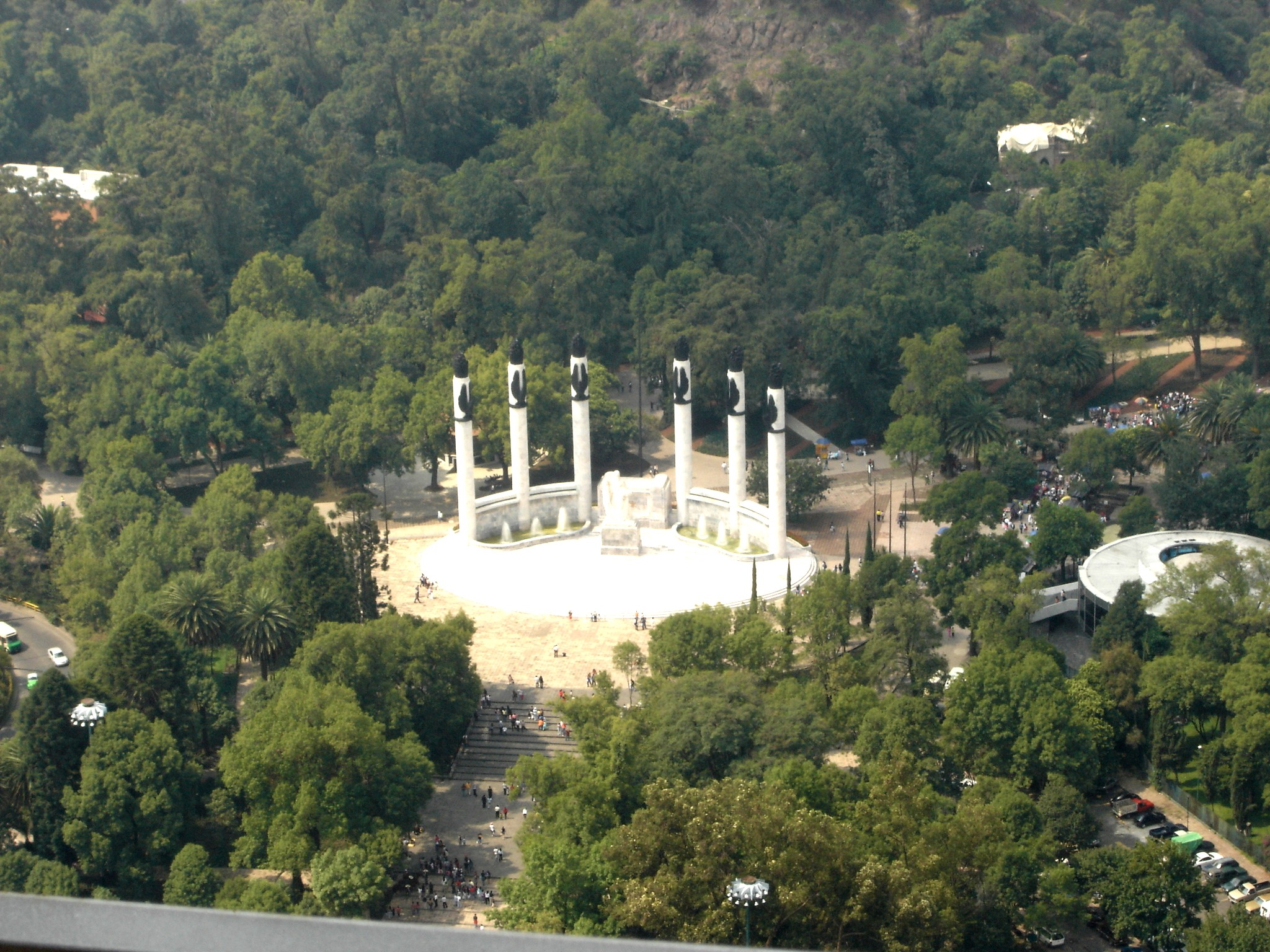
Vista desde la Torre Mayor.
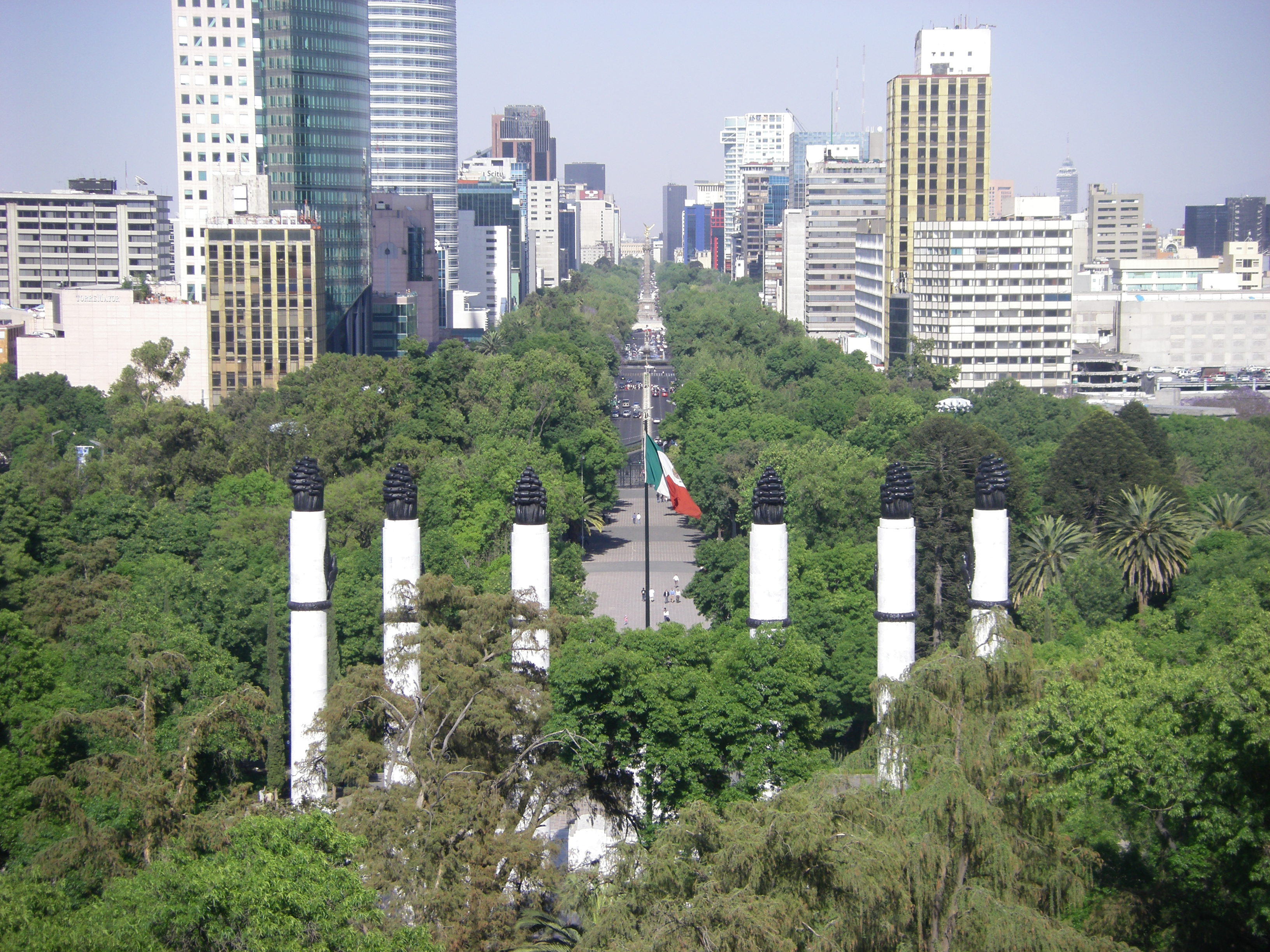
Vista desde el Castillo de Chapultepec con la avenida Paseo de la Reforma al fondo.
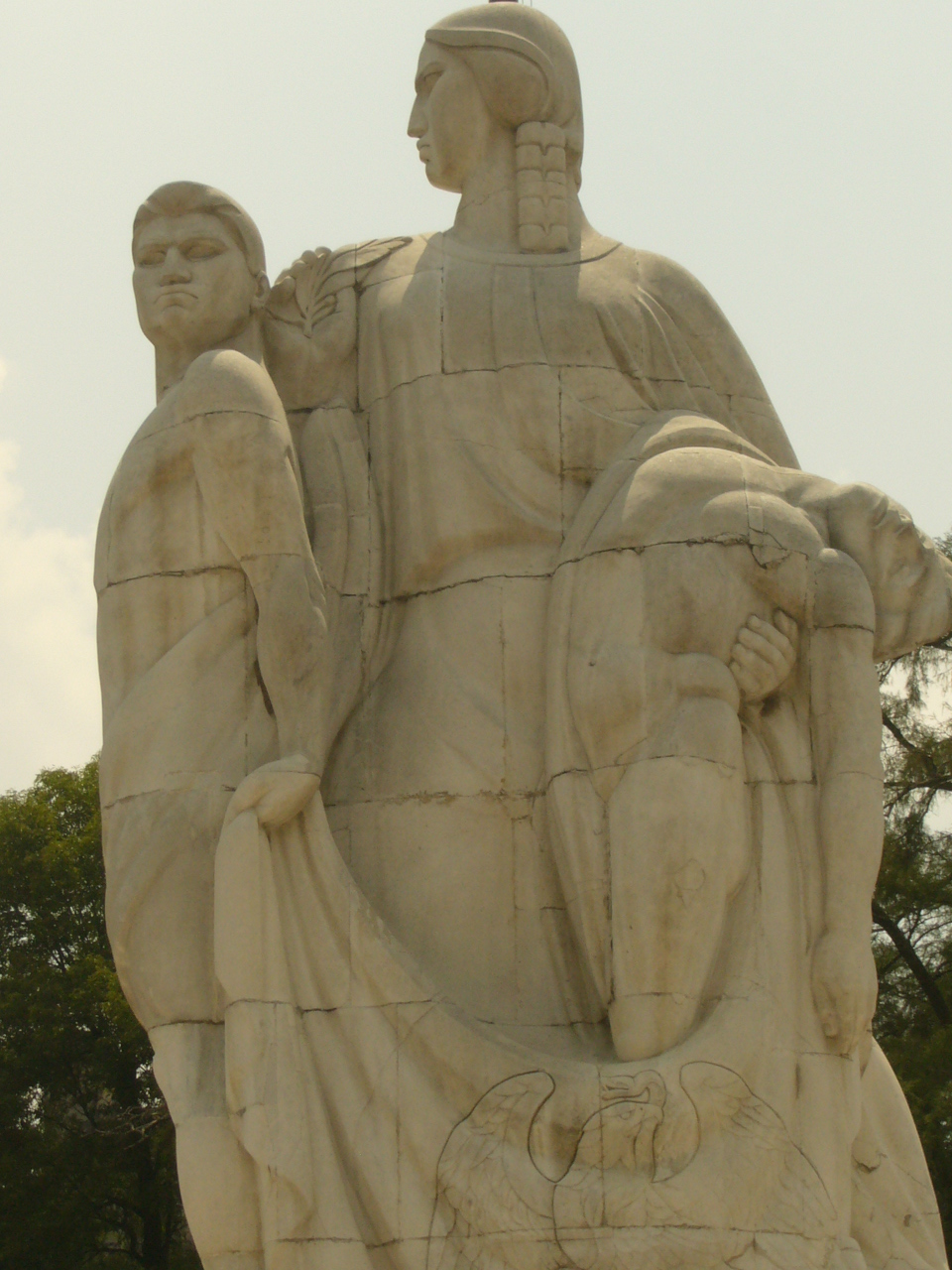
Aspecto del conjunto escultórico.
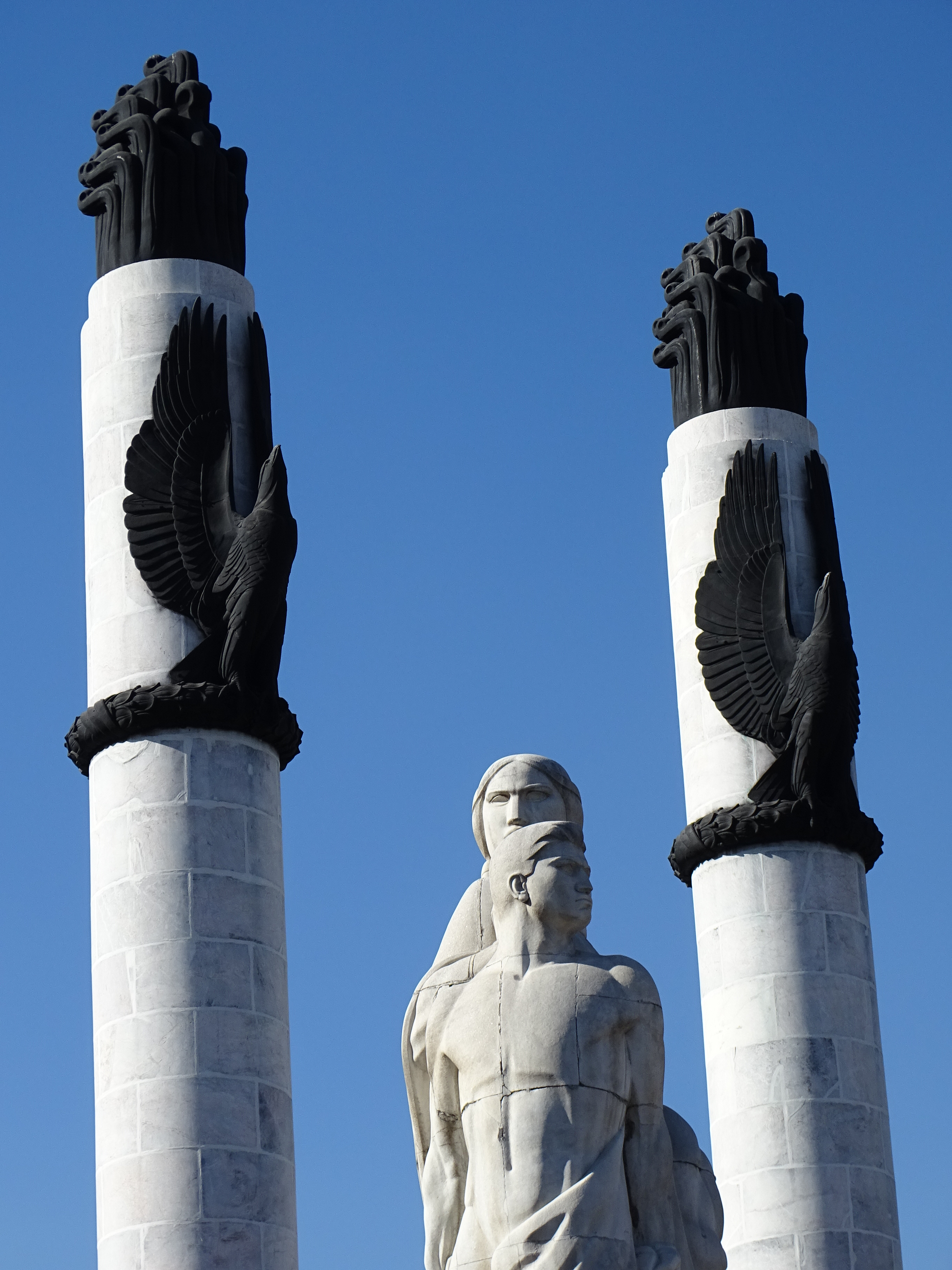
Detalle de los remates de las columnas y del conjunto escultórico.